# دوروثي باور
دوروثي باور هي لاعبة رماية ألمانية، ولدت في 11 يونيو 1983.

## وصلات خارجية
- دوروثي باور على موقع أوليمبيديا (الإنجليزية)